# Đền Ngọc Tiên
Làng Ngọc Tiên có từ cuối thời Lý thế kỷ XII và đầu thời Trần thế kỷ XIII. Xưa kia làng Ngọc Tiên có tên là "Nam Thiên Ngọc Ấp" - Mảnh Đất Phía Trời Nam. Đến thời Trần làng Ngọc Tiên nằm trong Hành Cung Trang và được chọn là Vườn Kim Quất Nhà Trần. Với những vật phẩm, cống vật dâng Vua nên làng Ngọc Tiên nổi tiếng là chuối ngự, cam đường, vam, cải quan âm (trong dư địa chí và Lĩnh Lam Trích Quái có nhắc tới)...
Làng Ngọc Tiên có quần thể Miếu, Phủ, Đình, Đền, Chùa, Nhà thờ... tuy không còn nguyên vẹn nhưng những công trình kiến trúc danh lam của Làng vẫn còn như: 
là một ngôi đền thờ Thành hoàng làng Ngọc Tiên là Hoàng Văn Quảng, ngôi đền đã được công nhận là Di tích lịch sử văn hóa năm 1996.
Đền Ngọc Tiên nằm tại làng Ngọc Tiên, xã Xuân Hồng, huyện Xuân Trường, tỉnh Nam Định. Đền thờ Hoàng Văn Quảng, một viên tướng thời Hậu Lê có công đánh Chiêm Thành, ông hy sinh tại dãy núi Đâu Mâu (Đèo Ngang).
http://www.phapluatso.net/t/le-hoi-lang-ngoc-tien-tho-thanh-mau/%5B%5D
http://www.phapluatso.net/t/le-hoi-lang-ngoc-tien-tho-thanh-mau/%5B%5D
Đền Ngọc Tiên được xây dựng vào thế kỷ XVII bằng gỗ lim Thanh Hóa, hiện nay ngôi Đền vẫn được giữ nguyên hiện trạng. Hàng năm Làng Ngọc Tiên mở lễ hội truyền thống để tưởng nhớ tới ông, từ ngày 12 đến 15 tháng Giêng.